# 陶伟 (1978年)
陶伟（1978年3月11日—），男，北京人，中国前足球运动员，现任北京国安队助理教练，曾担任球队队长并入选中国国家男子足球队。在球场上可以担任左后卫和前腰两个位置，并且擅长主罚任意球和点球。由于曾担任北京国安队队长，故被北京球迷昵称为“陶队”。

## 职业生涯简历
- 1991-1995年 北京少年队
- 1995年 北京威克瑞青年队
- 1996-1997年 随“健力宝”青年队赴巴西留学训练[1]
- 1998年开始効力北京国安 其中于1998年、2002年、2006年和2008年获得联赛季军；于2003年获得中国足协杯冠军；于2004年中超联赛第18轮北京国安面对上海申花的比赛，陶伟在第6分钟，44分钟和89分钟分别进球，时隔83分钟是中国顶级联赛中，时隔时间最长的帽子戏法。于2007年获得联赛亚军；于2009年获得中超联赛冠军。
- 2009赛季结束后，刚帮助北京国安获得联赛冠军的陶伟曾宣布退役[2]，但最终选择多踢一年，世界杯之后陶伟暂时离开北京国安教练组前往西班牙学习，他的球员生涯也随之结束。